# Гезінген
Гезінген (нід. Hezingen) — селище в нідерландській провінції Оверейсел, на кордоні з Німеччиною. Входить до муніципалітету Тюбберген.
Його площа становить 8,81 км², а населення станом на 2021 рік складало 210 осіб.
Перша згадка про населений пункт датується 799 роком.

## Галерея

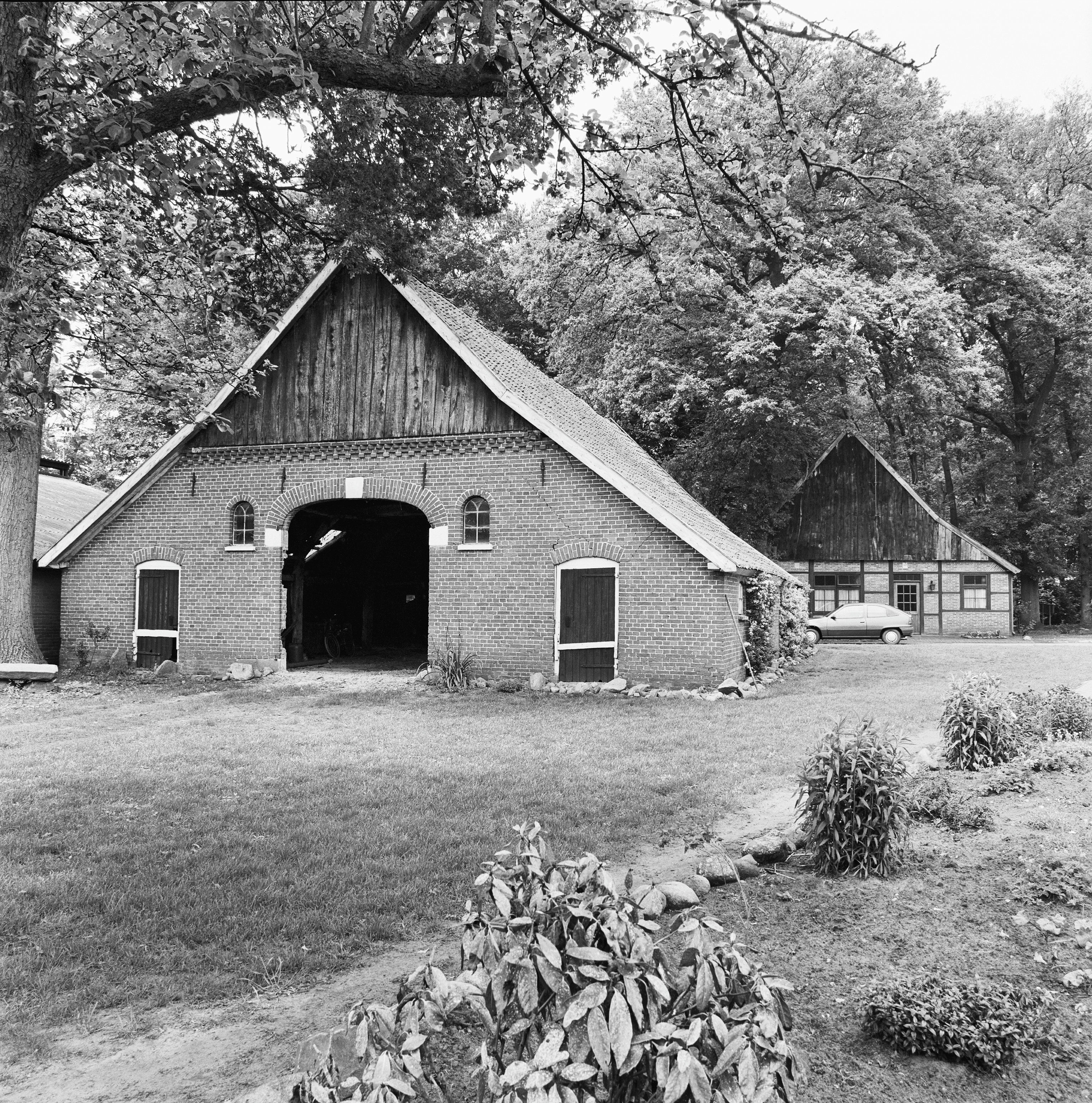
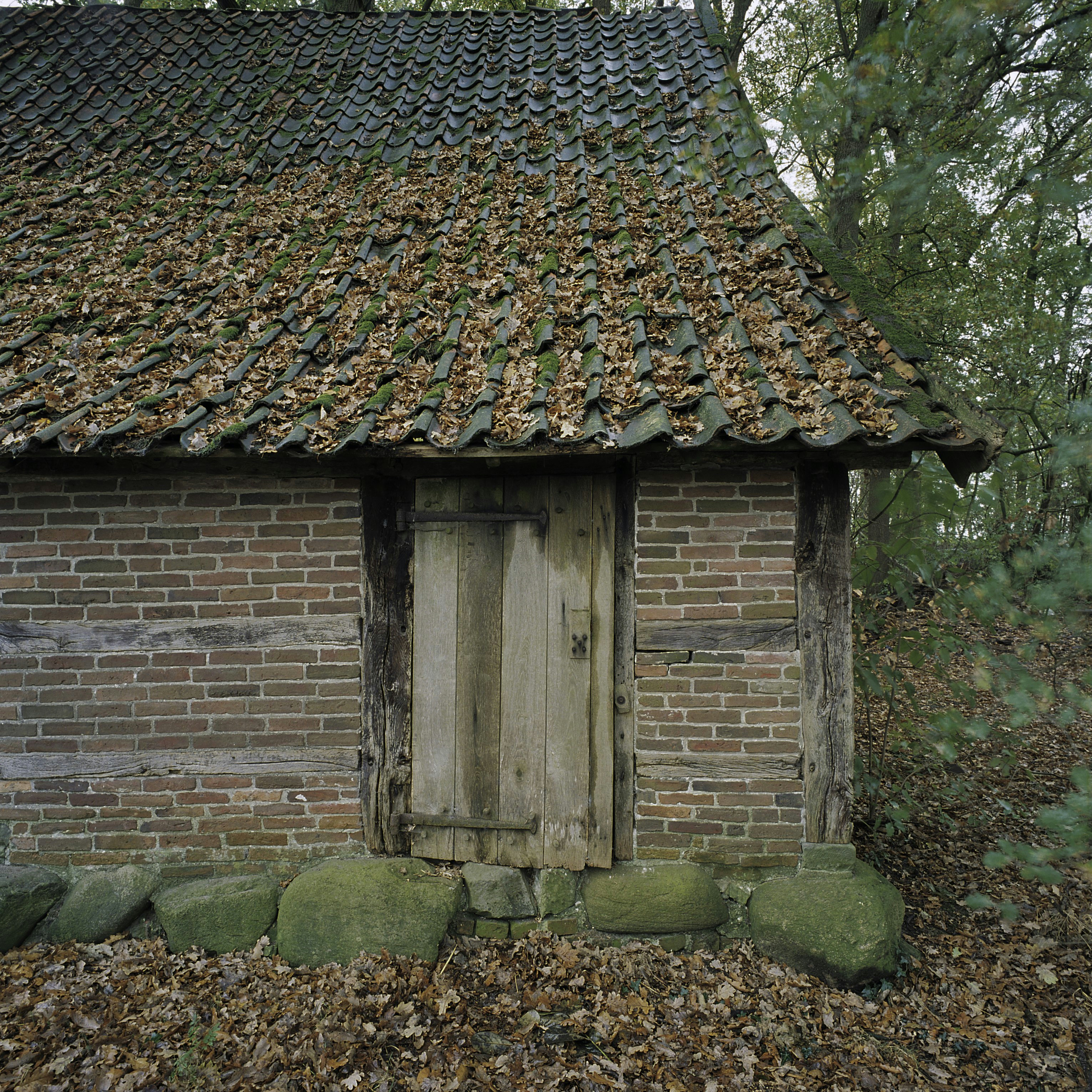
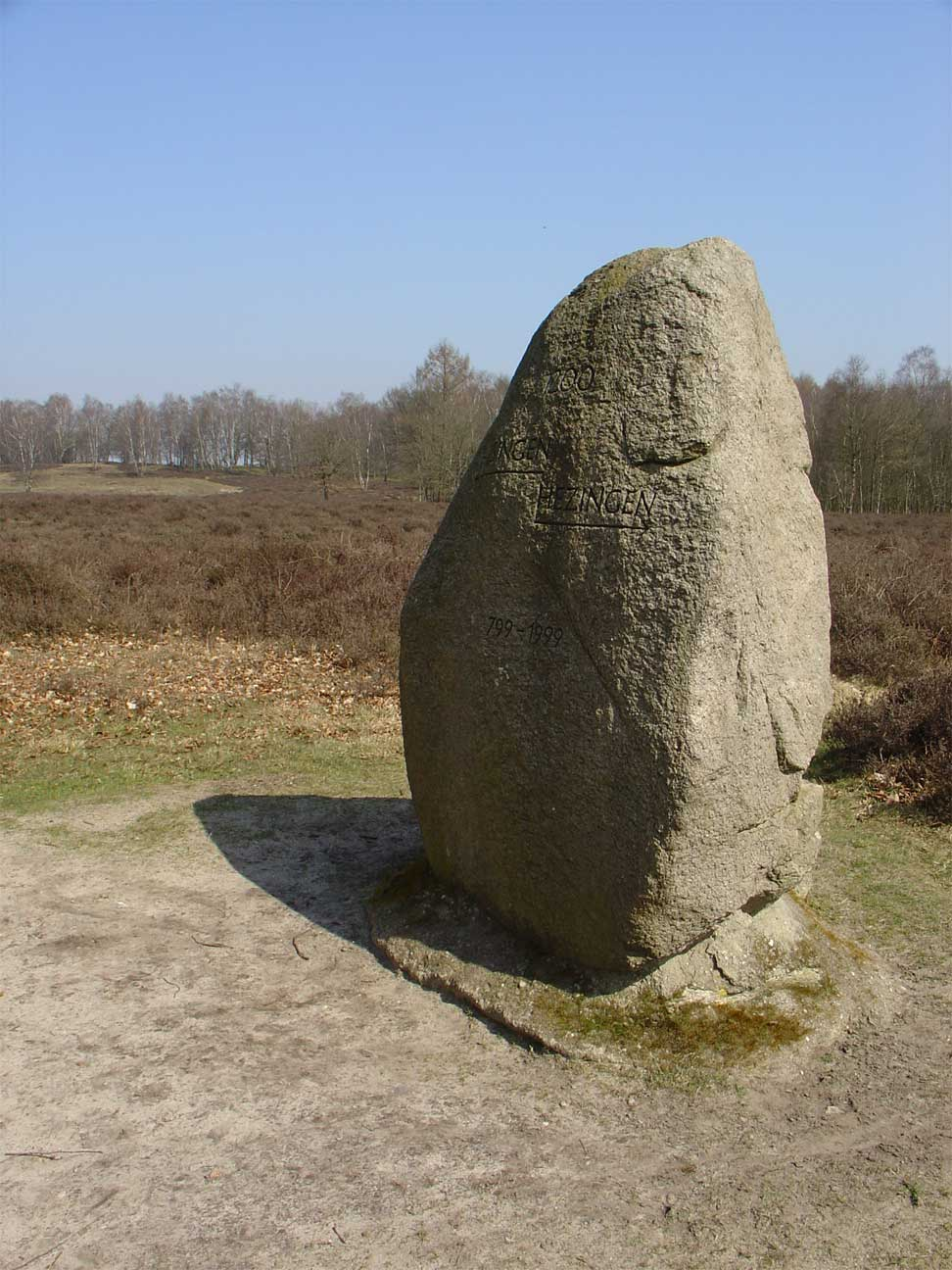
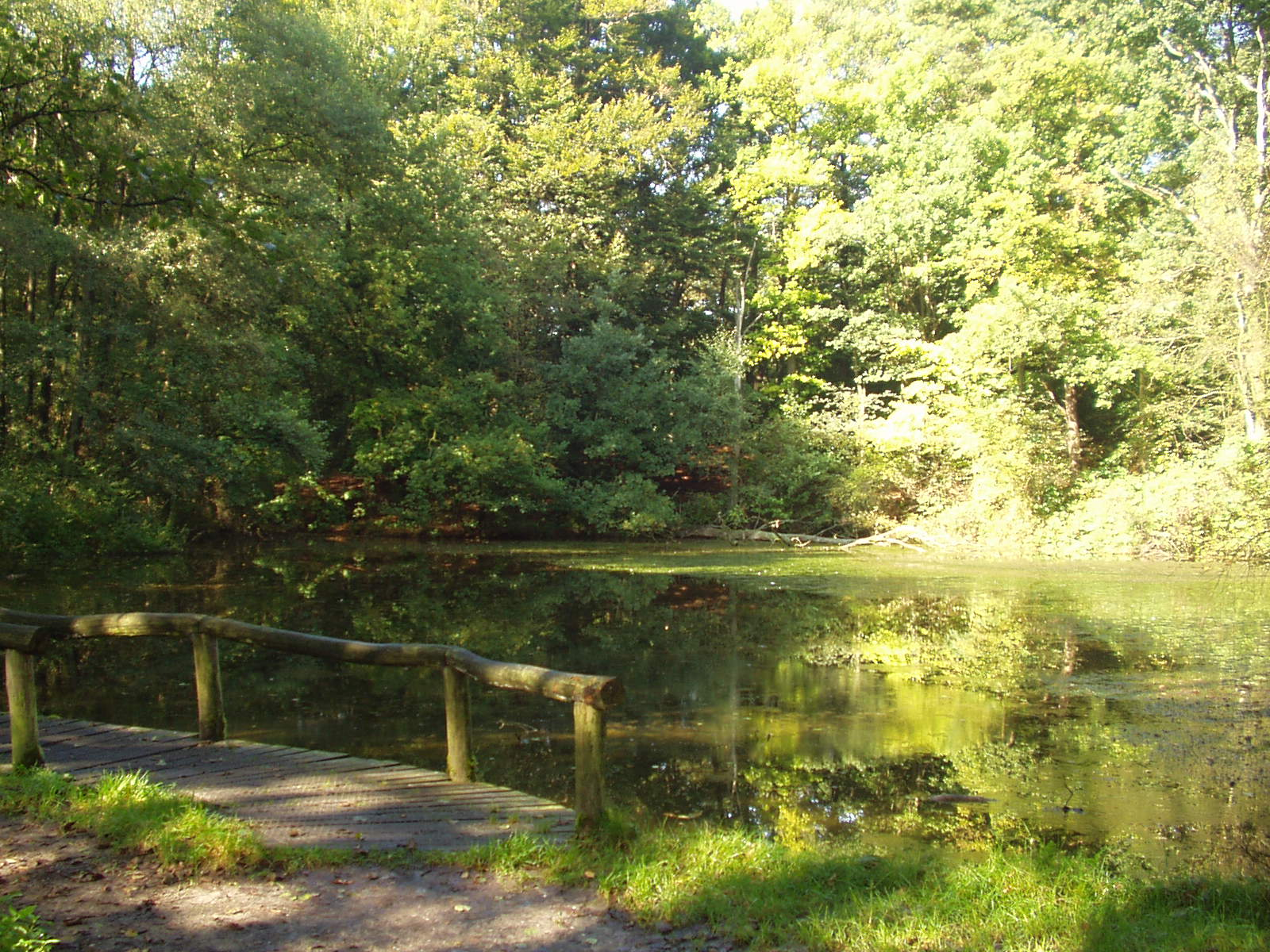